# Thoas (Bildhauer)
Thoas (altgriechisch Θόας) war ein griechischer Bildhauer aus der pamphylischen Stadt Side, der um 170 v. Chr. tätig war.
Thoas ist nur durch seine Signatur auf einer Statuenbasis bekannt, die auf der Akropolis von Lindos auf der Insel Rhodos gefunden wurde. Die Basis besteht aus lartischem Marmor und trug eine bronzene Porträtstatue zu Ehren eines Aktaion, des Sohnes des Ex[akestos]. Die Statue wurde vom Demos der Polis Lindos der Stadtgöttin Athena Lindia und dem Zeus Polieus geweiht.